# SG Bochum 31
SG Bochum 31, pełna nazwa Schachgesellschaft Bochum 1931 – niemiecki klub szachowy, założony w 1931 roku jako SK Altenbochum, od 1964 roku funkcjonuje pod obecną nazwą. W sezonie 2019/2020 klub występuje w Oberlidze.

## Historia
Korzenie klubu sięgają 1929 roku, kiedy to założono sekcję szachową Katolickiego Stowarzyszenia Młodzieży w Altenbochum. W 1945 roku klub został zreorganizowany przez Antona Möniga. W 1961 roku klub został przeniesiony do centrum Bochum, a trzy lata później zmieniono jego nazwę na SG Bochum 31. W latach 70. SG Bochum awansował do Bundesligi. W sezonie 1980/1981 szachiści zajęli trzecie miejsce w lidze. W 1999 roku zawodnik klubu, Leonid Kritz, zdobył mistrzostwo świata juniorów do lat 16. W tym samym roku wskutek ograniczenia wsparcia finansowego od Alcatela i innych sponsorów klub popadł w problemy finansowe i dobrowolnie opuścił Bundesligę. Powrót SG Bochum do Bundesligi był kilkakrotnie odrzucany z przyczyn finansowych.

## Kadra w sezonie 2019/2020
Źródło: SBNRW
- Jens Kotainy
- Willy Hendriks
- Konstantyn Tkaczuk
- Marlon Schlawin
- Joachim Hengelbrock
- Siergiej Tkaczuk
- Felix Werthebach
- Paul Backwinkel
- Jochen Dahm
- Sebastian Kitte
- Paul-Luca Wübker
- Lenhard Biermann
- Florian Biermann
- Jürgen Mazarov
- Witalij Zeldin